# Ulmu (Rîbnița)
Ulmu (in russo Ульма) è un comune della Moldavia controllato dall'autoproclamata repubblica di Transnistria. È compreso nel distretto di Rîbnița.

## Località
Il comune è formato dall'insieme delle seguenti località:
- Ulmu (Ульма)
- Ulmul Mic (Малая Ульма)
- Lîsaia Gora (Лысая Гора)